# Артуро Видал
Артуро Еразмо Видал Пардо (Arturo Erasmo Vidal Pardo) е чилийски полузащитник, роден на 22 май 1987 г. в Сантяго де Чиле, Чили, състезаващ се за Коло Коло и националния отбор по футбол на Чили.

## Клубна кариера

### Коло Коло
Футболният му талант му е забелязан от чичо му и Видал се присъединява младежите на местния Мелипия, а впоследствие преминава в младежките формации на чилийския колос Коло Коло.
Професионалният дебют на Видал е през 2006 г., в чилийската Примера дивисион. Той влиза като смяна на Гонсало Фиеро във финала срещу Университад де Чили.
В следващия сезон успява да се наложи сред титулярите на Коло Коло и привлича вниманието на редица европейски отбори с представите си.

### Байер Леверкузен
През лятото на 2007 г. е купен от Байер Леверкузен за 11 млн. долара. Първият му мач за Байер е на 19 август 2007 г., в двубой срещу Хамбургер.
След няколко стабилни сезона с Байер, преминава в италианския гигант Ювентус

### Ювентус
След сезон 2010/2011 Видал бива свързван с трансфер в редица клубове, като най-сериозен интерес проявяват от Байерн Мюнхен и Ювентус. На 22 юли 2011 г., преминава в Ювентус за сумата от 10,5 млн. евро. Дебюта си в Серия А прави срещу отбора на Парма в мач от първия кръг на сезон 2011/12. В същия мач и отбелязва и първия си гол в Серия А. Бързо се утвърждава като един от водещите играчи в Ювентус и Серия А и става два пъти шампион на Италия с екипа на бианконерите.
Първият си гол в Шампионска лига вкарва на стадион Стамфорд Бридж срещу отбора на Челси, който тогава е действащия шампион.
На 27 ноември 2013 г. Видал отбелязва хеттрик срещу ФК Копенхаген в мач от групувата фаза на Шампионската лига. 
Това е първият хеттрик в неговата кариера и първият който отбелязва футболист на Ювентус след Филипо Индзаги през 2000 г.
На 3 декември 2013 г. Артуро Видал удължава договора си с Ювентус до 2017 г. През 2014 година печели Серия А за трети пореден път.

### Байерн Мюнхен
На 28 юли 2015 г. подписва договор с Байерн Мюнхен.

## Национален отбор
Видал е част от националния отбор по футбол на Чили от 2007 г., като първият му мач за Чили е в приятелска среща с Венецуела.

### Световно първенство 2010
На Светотовното първенство във Република Южна Африка отбора на Чили попада в една група с отборите на Испания, Швейцария и Хондурас.
Първият мач е срещу отбора на Хондурас, който Чили печелят с 1:0. Във втория мач е постигната победа и срещу Швейцария отново с 1:0. Третия мач е загубен от Испания с 1:2. Чили се класира на второ място, като на 1/8 фаза среща отбора на Бразилия и губи с 3:0 и напуска надпреварата.

### Световно първенство 2014
На Световното първенство във Бразилия, Чили попадат в група B заедно със световния шампион Испания, Холандия и Австралия.
В първия мач срещу Австралия, Видал играе 60 минути, след което е заменен. Отбора на Чили побеждава с 3 – 1. Във втория сблъсък срещу Испания, Видал прави страхотен мач, като Чили побеждава световния шампион с 2:0, с което изхвърля шампиона от турнира и се класира към 1/8 фаза. В последния мач от груповата фаза, Чили губи от Холандия и се класира на второ място.
На 1/8 отборът на Чили среща домакина Бразилия. Видал стартира като титуляр и е заменен в 87-а минута. В редовното време мачът завършва 1:1. След изпълнение на дузпи, Чили отпада от надпреварата.

### Копа Америка 2015
През 2015 Чили печели Копа Америка за пръв път като Видал е част от състава. Отбелязва три гола в турнира. На четвъртфиналите Чили среща отбора на Уругвай, а на полуфиналите – отбора на Перу. На финала се изправя срещу Аржентина. Редовното време завършва при резултат 0:0. Чили печели турнира след изпълнение на дузпи.

## Успехи

### Клубни
Коло Коло
- Примера Дивисион (3): Апертура 2006, Клаусура 2006, Апертура 2007

Ювентус
- Серия А (4): 2011/12, 2012/13, 2013/14, 2014/15
- Купа на Италия (1): 2014/15
- Суперкупа на Италия (2): 2012, 2013

Байерн Мюнхен
- Бундеслига: 2015/16, 2016/17, 2017/18
- Купа на Германия: 2015/16
- Суперкупа на Германия: 2016, 2017

Барселона
- Ла лига: 2018/19
- Суперкопа де Еспаня: 2018

Интер
- Серия А: 2020/21

### Национални
Чили
- Копа Америка (2): 2015, 2016